# Affaire de la profanation du cimetière juif de Carpentras

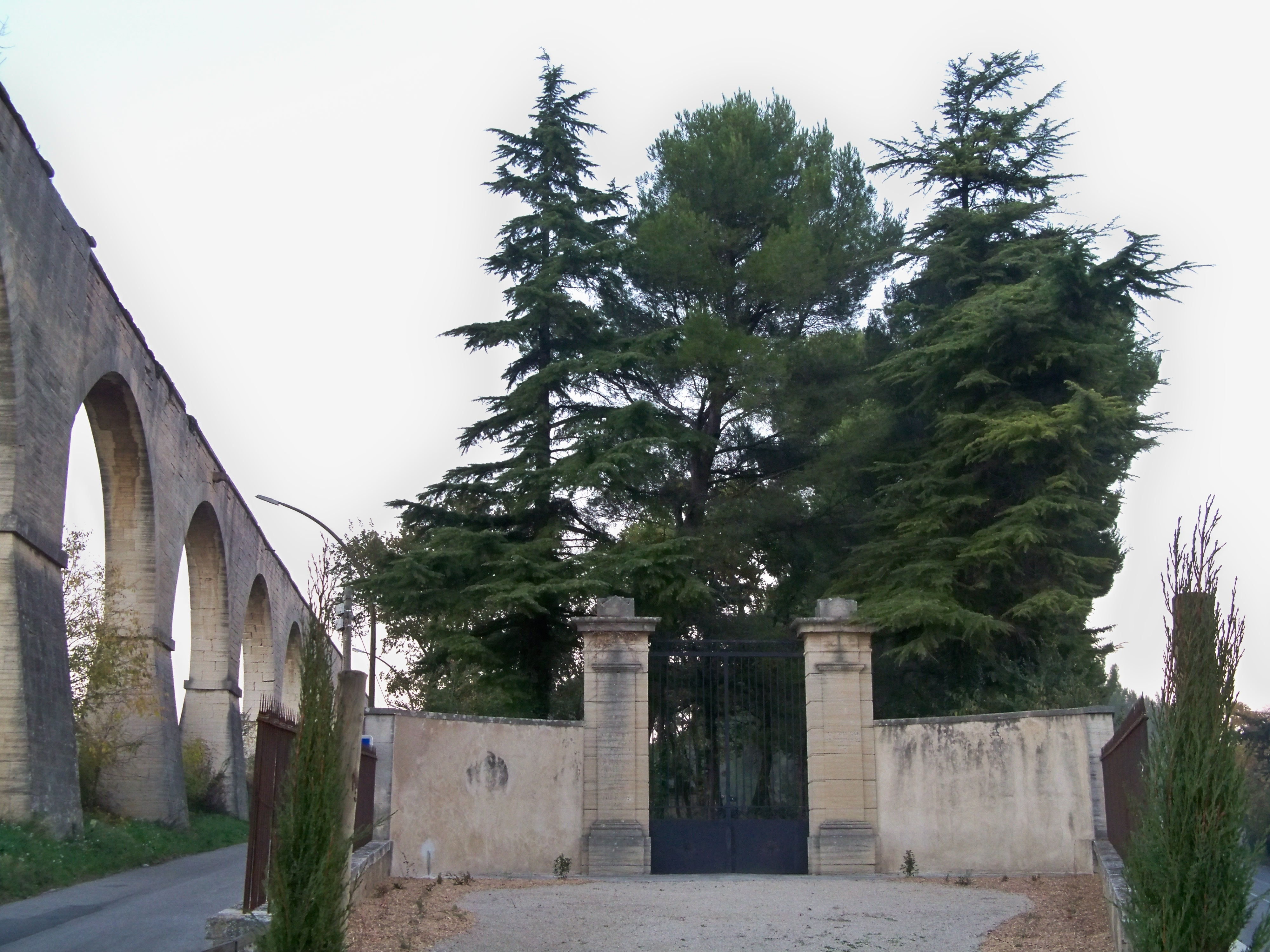
Entrée du cimetière juif de Carpentras (proche de l'aqueduc du canal de Carpentras).

L'affaire de la profanation du cimetière juif de Carpentras est une affaire judiciaire et médiatique en France, faisant suite à la profanation de sépultures juives à Carpentras (Vaucluse) en 1990. 
L'affaire a été résolue six ans plus tard et elle a mené à la condamnation de quatre néonazis.

## Les faits
Dans la nuit du 8 au 9 mai 1990, à Carpentras, où vit une communauté juive qui date de l'époque des « Juifs du pape », 34 sépultures juives sont profanées : stèles renversées et brisées, sans inscriptions antisémites. Dans la journée du mercredi 9 mai, personne n'entre dans le cimetière, ce qui explique que la profanation ne soit découverte que le lendemain.

## La découverte
Le 10 mai 1990, deux femmes venues entretenir une tombe découvrent le saccage de 34 sépultures et préviennent les autorités. Le cercueil de Félix Germon, décédé 15 jours plus tôt, non recouvert de terre, est sorti de sa tombe. Le corps, extrait du cercueil, est posé nu face contre terre sur une tombe voisine. Un mât de parasol (accessoire qui sert à marquer les futures tombes) est retrouvé sous le corps, comme glissé entre ses jambes. Le président de l'Assemblée nationale, Laurent Fabius, au journal télévisé de 20 h sur TF1, la voix tremblante, raconte que le corps de Félix Germon a été sauvagement empalé par « un manche de pelle enfoncé dans l'anus », suggérant ainsi un empalement réel. 
La profanation de Carpentras fait la une de tous les quotidiens. L'arrivée rapide sur les lieux du ministre de l'Intérieur, Pierre Joxe, qui stigmatise les « abominations racistes », est en effet vite relayée par les journaux télévisés et radiodiffusés qui reprennent ses propos, mais sans informations précises sur la réalité des faits. On parle d'un « simulacre d'empalement », mais l'examen anal effectué par les deux médecins légistes révèle qu'il ne porte aucune trace du manche de parasol.

## Une affaire politique et religieuse

### Contexte
Michel Rocard est le Premier ministre de François Mitterrand. Pierre Joxe est son ministre de l'Intérieur, patron de la police et des renseignements généraux. Le soir du 9 mai, Jean-Marie Le Pen est à la télévision dans l'émission L'Heure de vérité.

### Conséquences politiques

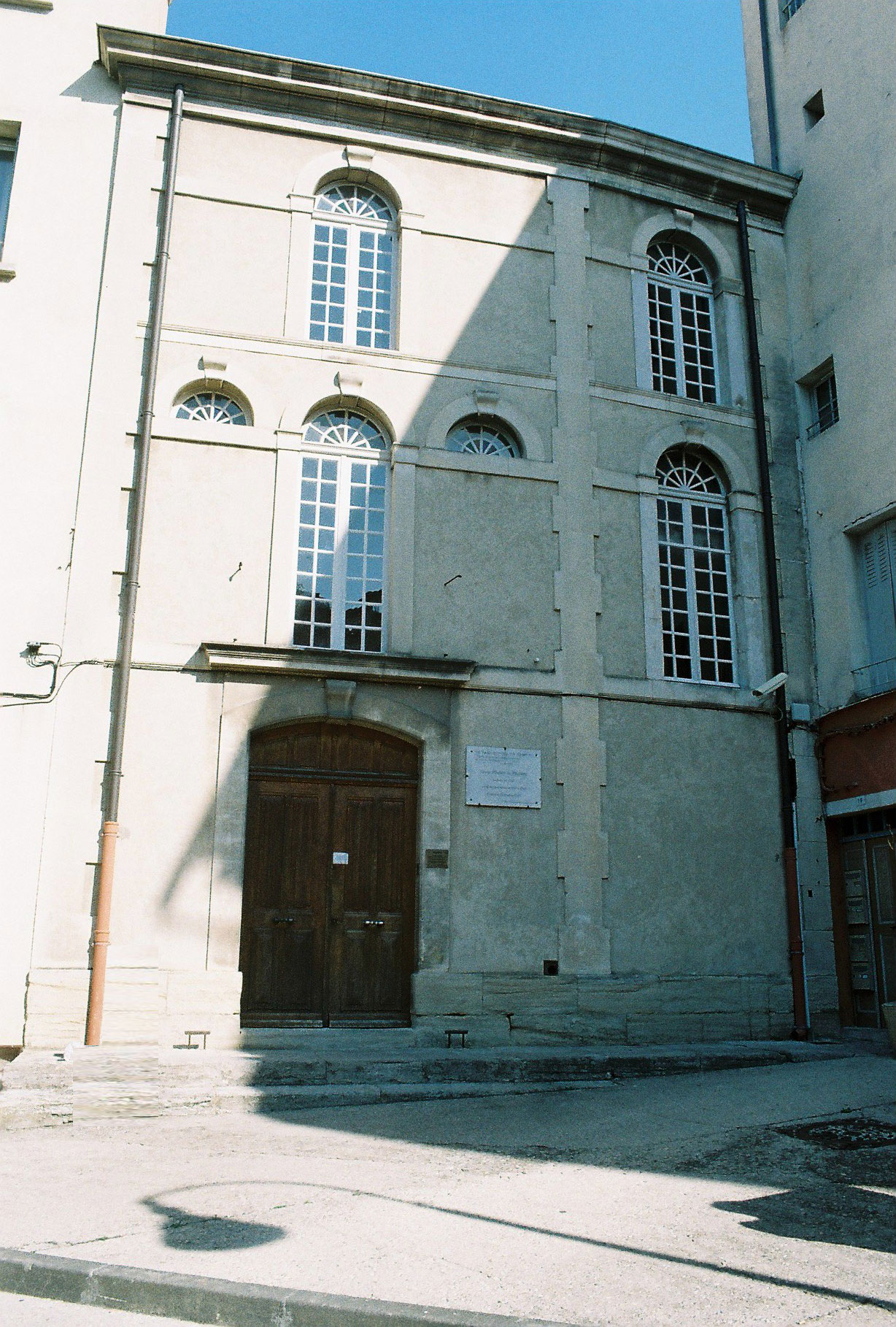
Entrée de la synagogue de Carpentras.

Cette découverte provoque un vif émoi en France. Le ministre de l'Intérieur, Pierre Joxe, se trouvant en visite officielle à Nîmes, se rend le jour même à Carpentras en hélicoptère, accompagné de journalistes, et dénonce à la sortie de la  synagogue de la ville « le racisme, l'antisémitisme et l'intolérance », tout en pointant du doigt Jean-Marie Le Pen qui, « comme tous ceux qui expriment leur antisémitisme de façon explicite depuis des dizaines d'années […], est un des responsables, non pas des actes de Carpentras, mais de tout ce qui a été inspiré par la haine raciste ». De nombreuses personnalités politiques (entre autres Jack Lang, Jean-Claude Gaudin, Harlem Désir, Raymond Barre, Lionel Jospin, Pierre Mauroy et Georges Marchais) se rendent sur les lieux.
Des manifestations imposantes contre le racisme et l'antisémitisme sont organisées durant la semaine qui suit, souvent couvertes de banderoles et de slogans « Le Pen, les mots, Carpentras, les larmes ». Le président François Mitterrand participe à l'une d'entre elles à Paris. C'est la première fois qu'un président de la République dans l'exercice de ses fonctions participe à une manifestation en France.
Yves Bertrand, directeur des RG de 1992 à 2003 affirme dans son livre Je ne sais rien… mais je dirai (presque) tout, paru en octobre 2007, que la manifestation à Paris devait au départ se dérouler autour de la Grande synagogue de Paris. C'était selon lui le souhait des autorités religieuses juives de Paris qui ne voulaient pas que l'événement soit récupéré politiquement par l'extrême gauche. François Mitterrand aurait alors « forcé la main » aux autorités juives pour que la manifestation ait lieu entre la place de la République et la place de la Bastille, lieux traditionnels de rassemblement de la gauche française,.
Alors que l'époque est marquée par de multiples saillies antisémites de Jean-Marie Le Pen, qui suggère encore le 9 mai 1990 dans l'émission L'Heure de vérité que les Juifs ont trop de pouvoir dans la presse, « comme les Bretons dans la Marine ou les Corses dans les douanes »,, le Front national et son président sont montrés du doigt. L'avocat Serge Klarsfeld déclare le 10 mai « Le Pen a dit hier soir qu'il y avait trop de Juifs dans la presse. Certains à sa droite ont traduit qu'il y a trop de Juifs dans les cimetières ». Le FN organise une conférence de presse en forme de contre-attaque le 11 mai.
Faisant le rapprochement entre son passage à L'Heure de vérité et la date des événements, il réplique que son parti est la cible d'un « complot qui vise à bâillonner le FN ». Il invite à plutôt « chercher soit du côté des communistes qui semblent être les maîtres d'œuvre de toute cette opération. (…) Mais, ce pourrait être aussi des mouvements subversifs islamiques dont on sait qu'ils ne portent pas spécialement dans leur cœur les Juifs ». Dans les jours qui suivent, National-Hebdo, le journal du FN, accuse le KGB puis une organisation terroriste palestinienne. Jean-Marie Le Pen évoque quant à lui la possibilité d’une mise en scène du service d’action civique (SAC), pourtant dissous huit ans plus tôt, et celle d'une manipulation de Pierre Joxe qui se serait « arrangé pour que tous les indices qui existaient soient détruits le premier jour ». Il organise des manifestations à Carpentras, le 11 novembre 1991 et le 11 novembre 1995, pour demander des « excuses d'État ».
Pour Yves Bertrand, l'exploitation politique anti-FN de la profanation du cimetière de Carpentras fut orchestrée par François Mitterrand : celui-ci aurait alors ainsi voulu empêcher toute possibilité d'alliance entre la droite parlementaire et le Front national.

## L'enquête
Selon Yves Bertrand, François Mitterrand aurait demandé à la police de privilégier la recherche du coupable au sein du Front national. Mais l'enquête piétine. La police suit dans un premier temps la piste des groupuscules d'extrême droite et néonazis. Dans les jours qui suivent la profanation, deux membres du Parti nationaliste français et européen, un parti néonazi, sont arrêtés, mais relâchés dans un premier temps en l'absence de preuve.
Cela est rendu public plus tard, mais la profanation ne date pas du 10 mai comme annoncé initialement mais du 8 mai, soit la veille du passage de Jean-Marie Le Pen à la télévision.
Des rumeurs locales évoquent des messes noires qui auraient dégénéré ou la délinquance morbide de la jeunesse dorée de Carpentras. Une de ces rumeurs met notamment en cause des fils de notables locaux, dont Olivier Andrieu, le fils de Jean-Claude Andrieu, maire UDF. En 1995, Jessie Foulon, une personne de Carpentras renforce cette rumeur en évoquant des orgies organisées dans le cimetière et que la profanation aurait eu lieu dans le cadre d'un jeu de rôles. Leurs participants auraient selon elle commis la profanation, ainsi que le meurtre d'une autre jeune femme, Alexandra Berrus, retrouvée morte en 1992.
L'instruction établira plus tard que Foulon est une mythomane, mais ses propos alimentent alors la tension autour de l'affaire. Le procureur Jean-Michel Tissot autorise les animateurs d'une émission de TF1, Témoin no 1, à annoncer de prochaines mises en examen. Gilbert Collard, avocat de la famille de Félix Germon et de celle d'Alexandra Berrus, parle de « mensonge d'État », garantit qu'il s'agit strictement d'une affaire de droit commun. Dans une mise en scène douteuse, Collard se fait remettre en public par le cousin Germon une enveloppe censée contenir les noms des six « profanateurs assassins ». Lors de cette conférence de presse, l'avocat déclare « J'ai bien l'intention de jouer le petit Zola de Carpentras ». Soumise à une intense pression, la juge d'instruction Sylvie Mottes est dessaisie de l'affaire, qui est transférée au tribunal de Marseille.

## Le dénouement
Le 30 juillet 1996, un certain Yannick Garnier, 26 ans, se présente de lui-même au siège des Renseignements généraux d'Avignon,, et avoue être l'un des profanateurs, donnant des détails que seuls les enquêteurs connaissent. Cet agent de sécurité à Nîmes dit ressentir le besoin de se libérer de ce secret pour changer de vie alors qu'il est au bout du rouleau, au chômage et sur le point d'être expulsé, croyant sans doute avec ses aveux obtenir l'aide des RG, service disposant de précieuses relations, dans sa recherche d'emploi. Ses aveux confirment qu'il s'agissait bien d'un acte antisémite scrupuleusement préparé par des néonazis. Il dénonce ses quatre complices et ceux-ci sont arrêtés aussitôt, sauf l'un d'entre eux, le meneur, Jean-Claude Gos — qui avait été interpellé dès le 11 mai 1990 et relâché après 24 heures —, skinhead originaire de Denain (1966–1993) et membre du Parti nationaliste français et européen, un groupuscule dont les idées, rites et uniformes relèvent du néonazisme,. Parmi les quatre anciens skinheads arrêtés qui passent aux aveux, deux sont d'anciens membres du PNFE. Jean-Claude Gos a été tué le 23 décembre 1993 à moto sur une route de la grande banlieue d'Avignon, par une voiture dont le conducteur (Rachid Belkir, 36 ans) sera retrouvé mort en 1995, tué de deux balles dans le torse et plongé dans le Rhône (probablement victime d'un règlement de comptes, l'homme étant connu des services de police pour ses liens supposés avec des trafiquants de drogue), deux lourdes pierres attachées aux pieds,.
Jean-Marie Le Pen déclare aussitôt qu'il n'y a aucun lien entre le PNFE et le Front national. L'Express montre qu'il y a pourtant bel et bien des porosités entre les deux organisations.
Le procès débute huit mois plus tard à Marseille, dure une semaine, et le verdict est rendu le 24 avril 1997. Patrick Laonegro, le « cerveau » du commando de profanateurs, et Olivier Fimbry, un ancien militaire, sont condamnés à deux ans de prison ferme, tandis que les deux autres profanateurs, qui ont « admis et intégré le caractère odieux de leurs actes », sont condamnés à vingt mois de prison ferme.

## Suites
La loi Gayssot du 13 juillet 1990 est élaborée dans le contexte politique marqué par cette profanation.
Une des conséquences de cette affaire est la stigmatisation du jeu de rôle, durablement étiqueté comme rassemblement de profanateurs, de casseurs, de satanistes et autres profils à tendance morbide. Dans les mois suivant ces allégations (lancées par Mireille Dumas dans son émission Bas les masques sur France 2), nombre de clubs et de boutiques spécialisées ont été fermés ou mis sous surveillance par divers organismes (l'émission ne fait toutefois aucun lien direct avec l'affaire de Carpentras).
En 1998, le documentaire Jeux de rôle à Carpentras de Jean-Louis Comolli, diffusé sur Arte dans la série Les Mercredis de l'Histoire notamment le 2 mai 2001, rappelle — en se basant sur les documents publiés par Nicole Leibowitz dans L'Affaire Carpentras — les fausses informations diffusées par les médias de l'époque, et confirme, soutenant la thèse de la journaliste, l'existence de manipulations délibérées de l'information autour de l'affaire, afin de faire inculper le fils innocent du maire de Carpentras qui se trouvait être un amateur de jeux de rôle (outre le titre du film, aucune référence directe n'est faite à la pratique du jeu de rôle dans le documentaire). Le documentaire produit notamment les comptes rendus dressés par les Renseignements généraux des conversations téléphoniques entre Jacques Pradel et le procureur de la République de l'époque, conversations au cours desquelles ils s'entendaient pour faire pression sur la juge d'instruction.

### Articles de presse
- Michel Samson, « La profanation de Carpentras : Des tombes juives vandalisées », Grandes affaires criminelles, Le Monde, 11 août 2006.
- « La profanation de Carpentras a été longuement préméditée », L'Humanité, 7 août 1996 (version du 15 mai 2015 sur Internet Archive).
- « Rumeurs et néonazis : retour sur l'affaire du cimetière de Carpentras », Midi libre, 31 juillet 2013.

### Télévision
- Les mercredis de l'Histoire, de Jean-Louis Comolli, en 1998, Jeux de rôles à Carpentras, sur Arte. Dossier de presse
- Faites entrer l'accusé, présenté par Christophe Hondelatte, en janvier 2006 et novembre 2008, Les profanateurs du cimetière de Carpentras, sur France 2.
- Archives sur le site de l'INA
  - Le départ : Plusieurs vidéos de 1990 à 1997
  - Le dénouement : Journal de France 2 du 24 avril 1997 (1 minute, 58 secondes).

### Radio
- Épisode « Humilier les morts pour terroriser les vivants » : la profanation de Carpentras de la série Affaires sensibles, d'une durée de 54 minutes. Réalisation de Hélène Bizieau. Diffusé pour la première fois le 10 avril 2019 sur la chaîne France Inter. Autres crédits : Fabrice Drouelle, producteur. Christophe Barreyre, rédacteur en chef. Valérie Priolet, attachée de production. Visionner l'épisode en ligne.